# Zahana
Zahana (anciennement Saint-Lucien lors de la colonisation) est une commune de la wilaya de Mascara en Algérie, située à 70 km au nord-ouest de Mascara et 32 km au sud-est d'Oran.

## Géographie

### Situation
Le territoire de la commune de Zahana est situé à l'ouest de la wilaya de Mascara, et limitrophe, au sud de la wilaya de Sidi Bel Abbès, et au nord-ouest de celle d'Oran.
| Oued Tlelat (Wilaya d'Oran)            | Oggaz                                        | Oggaz           |
| Tafraoui (Wilaya d'Oran)               | Zahana                                       | Oggaz; El Gaada |
| Aïn El Berd (Wilaya de Sidi Bel Abbès) | El Gaada; Makedra (Wilaya de Sidi Bel Abbès) | El Gaada        |

La commune de Zahana est la troisième plus grande commune dans la Wilaya. Sa population est également parmi les dix premières de la wilaya avec une densité de 119 hab/km2. Cependant la croissance du peuplement communal demeure problématique compte tenu du faible taux d’accroissement naturel enregistré : +0,29 %.
Elle se caractérise par une situation géographique de lieu de passage obligé entre le Nord et le Sud d’une part et l’Est et l’Ouest d’autre part à travers cette région de contact entre les bassins sublittoraux et les plaines intérieures oranaises. Cette position privilégie remarquablement Zahana dans le développement de la zone de contact entre l’arrière-pays du grand Oran et la plaine du Sig en récession agricole et sylvicole. Le potentiel agro-forestier, les aptitudes de micro-cultures, les aspects touristique de passage, de chasse et petit élevage sont autant d’atouts à intégrer dans le développement qui concerne cette commune. Les sous–bassins versants de la Mekkera, Oued Tlelat et celui de Oggaz constituent un atout dans l’aménagement hydro-agricole et l’arboriculture.
La proximité de la cimenterie et d’autres unités industrielles dans le territoire communal offre un atout majeur pour la relance des activités agricoles durables et intensives, d’exportation ainsi que des autres activités induites au complexe industriel.
La préservation et la défense des sols en forte érosion dans toute cette région doit constituer une préoccupation prioritaire où Zahana doit initier un rôle important en constituant une pépinière nationale dans cette région de contact entre les plaines intérieures oranaises et les bassins sublittoraux.
Zahana dispose de plusieurs facteurs régionalisant tels les infrastructures de communications ou énergétiques sans compter les possibilités à la sous-traitance industrielle dans cette sous-région de la métropole oranaise.
L’agglomération chef-lieu Zahana est située sur un axe national (R.N.13) desservant les monts de Tessala aux plaines intérieures oranaises et la façade côtière oranaise, à plus de 75 km au Nord-Ouest de son chef-lieu de wilaya Mascara.
Zahana est une petite ville s’étendant sur près d’une centaine d’hectares en deux sites distincts de part et d’autre de la voie principale RN 13 et de l’oued Tlelat. C’est une situation de pénéplaine à la suite d’une zone piémontaise méridionale entre deux domaines géographiques : les basses plaines de l’intérieur et les monts de Tessala.
Sa situation de passage lui confère une position privilégiée dans les échanges économiques dans ce milieu naturel et du bassin versant de l’oued Tlelat entre les sous-régions du sud Oranais.
Son site plat sur quelques terrasses d’oueds aux pentes faibles de 2 à 5 % sur des terrains meubles. Son accessibilité est relativement aisée compte tenu de la configuration du relief et de la géologie du substrat. Ces premières caractéristiques lui confèrent une urbanisation et des extensions sans grandes difficultés notamment à l’ouest et au Sud.
La topographie urbaine générale est plane et fortement marquée par un système de pentes variables et faibles.
Le noyau originel de l’agglomération se situe à l’entrée au Sud sur la RN13 et est limité par les voies de communications desservant Zahana à Sig par le CW 30,par le CR 10 aménagé actuellement en bretelle de desserte de l’autoroute Est-Ouest
Les nouvelles extensions de l’agglomération ont surtout été limitées par ces voies de communication importantes : RN 13 et CW 30. Le Nord-Ouest demeure encore épargné par l’urbanisation. La constructibilité des terrains demeure variable.
Les contraintes d’extension et d’urbanisation les plus apparentes se localisent dans les voies de communication, les terrains utilisés par l’arboriculture au Nord-Ouest et les servitudes des lignes d’énergie électrique.

## Histoire
Au XVIe siècle, il y eut de nombreuses incursions espagnoles dans la région.

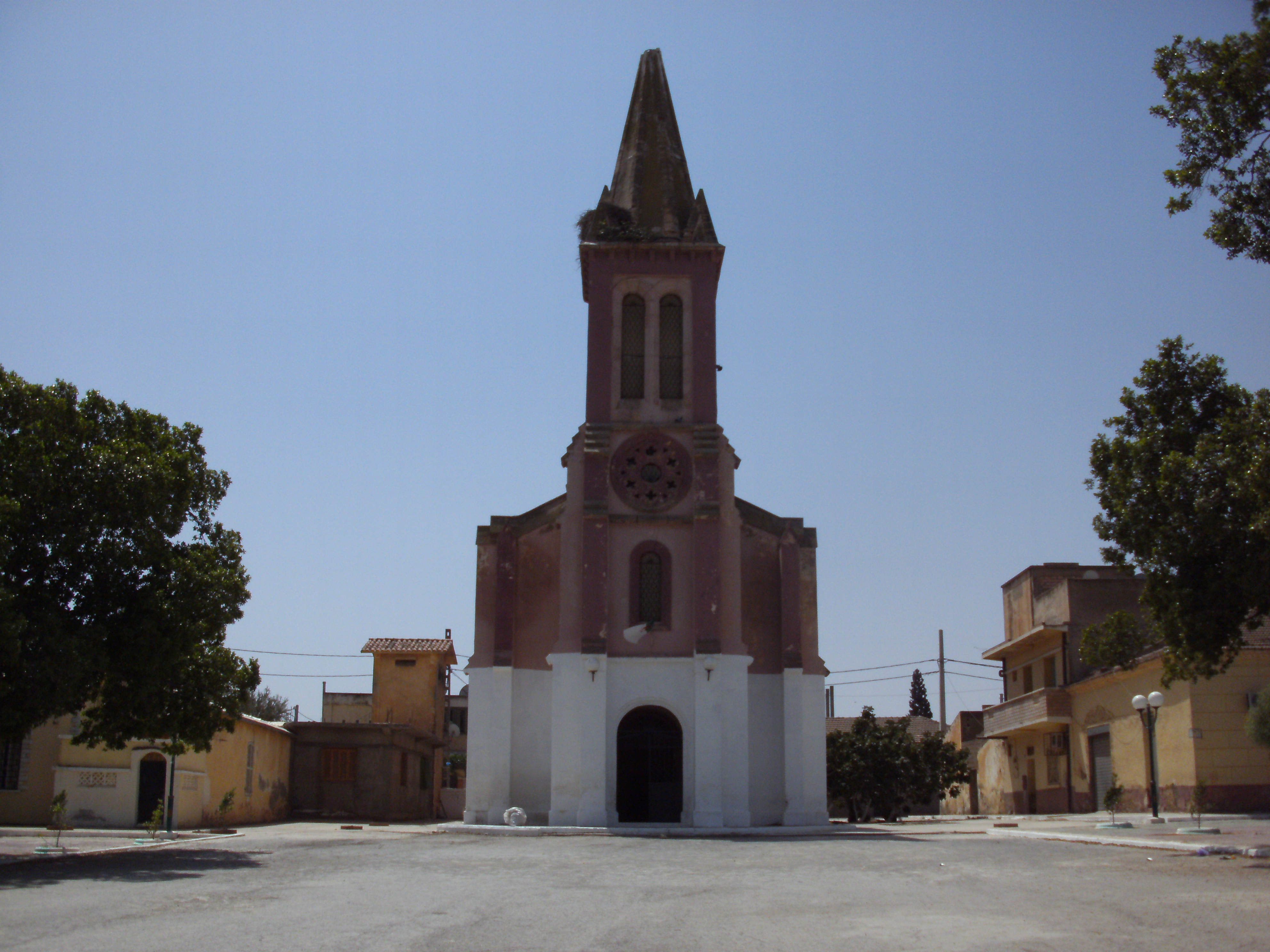
Église de Saint Lucien (Zahana)

En 1876, la ville se nomme Saint-Lucien, elle faisait partie de l'ancien département d'Oran. Après l'indépendance, elle prend le nom de Zahana en hommage à l'indépendantiste algérien Ahmed Zabana.

## Histoire administrative
Le centre aggloméré de Zahana est originellement un centre de colonisation fondé par arrêté du 31 juillet 1876 sous le nom de Saint-Lucien, sur le territoire de la commune-mixte de Sainte-Barbe du Tlélat (aujourd'hui Oued Tlelat). Il a progressé lentement, sur un territoire de 2227 ha, passant de 445 habitants en 1884 à 824 en 1897, et 908 habitants en 1902. Sa situation démographique périclite ensuite, pour être dynamisée dans les années 1950 par la création d'un village ouvrier dépendant d'une cimenterie Lafarge (C.A.D.O.). Entretemps, Saint-Lucien est devenu le chef-lieu, et la résidence de l'administrateur, de la commune mixte homonyme, qui sera dissoute en 1957.
La commune a relevé de l'arrondissement de Perrégaux du département d’Oran. Elle est renommée Zahana par décret du 14 septembre 1963. Après le découpage territorial de 1975, la commune de Zahana est rattachée à la wilaya de Mascara, dont elle est distante de 75 km. La commune de Zahana est devenue chef-lieu de daïra en 1990.

## Personnalités liées à la commune
- Ahmed Zahana, plus connu sous le nom de Ahmed Zabana, premier indépendantiste algérien guillotiné après l'insurrection du 1er novembre 1954, à Alger, dans la prison de Sarkadji, le 19 juin 1956.